# Любечани
Любечани — село в Климівському районі Брянської області Росії. Входить до складу Брахлівського сільського поселення.
У 2023 році в ході російського вторгнення в Україну Російський добровольчий корпус здійснював напад на село. 

## Географія
Село знаходиться в південно-західній частині Брянської області, в зоні хвойно-широколистяних лісів, в межах Поліської низовини, при автодорозі 15К-1202 поблизу державного кордону з Україною, на відстані приблизно 9 кілометрів (по прямий) на південний схід від Климова, адміністративного центру району. Абсолютна висота — 155 метрів над рівнем моря.

### Клімат
Клімат характеризується як помірно континентальний, з помірно теплим літом та відносно м'якою зимою. Середньорічна багаторічна температура повітря становить 5,2 °С. Середня температура повітря найтеплішого місяця (липня) — 18,2 ° C (абсолютний максимум — 36 ° C); найхолоднішого (січня) — -8,1 ° C (абсолютний мінімум — -37 ° C). Безморозний період триває загалом 158 днів. середньорічна кількість атмосферних опадів становить 590 мм, у тому числі більшість випадає у теплий період. Сніговий покрив тримається протягом 113 днів.

## Населення
| 2010 | 2013 |
| ---- | ---- |
| 264  | ↘236 |

### Національний склад
Згідно з результатами перепису 2002 року, у національній структурі населення росіяни становили 93 % із 343 чол.

## Церква
- Церква Михайла Архангела (існувала з 1780 до 1920)